# Tigridio
Tigridio (... – Torino, ...; fl. VI secolo) è stato un vescovo italiano è stato vescovo di Torino documentato nel 501 e 502.

## Biografia
Tigridio è noto per la sua partecipazione ai concili celebrati a Roma all'epoca di papa Simmaco all'inizio del VI secolo, il 23 ottobre e il 6 novembre. Il primo concilio fu convocato su ordine del re Teodorico per giudicare l'operato di papa Simmaco, che era stato momentaneamente sollevato dai suoi incarichi, perché si era rifiutato di recarsi a Ravenna alla corte del re per rispondere delle accuse rivoltegli dai suoi avversari, sostenitori dell'antipapa Lorenzo. Il secondo concilio fu indetto dallo stesso pontefice nella basilica di San Pietro, durante il quale furono prese misure per salvaguardare i beni della Chiesa proibendo la loro alienazione.
A causa di una intrinseca contraddizione delle fonti storiche, resta a tutt'oggi irrisolta la questione della datazione corretta di questi due concili. Theodor Mommsen, che nel 1894 pubblicò la prima edizione critica degli atti dei concili simmachiani, assegnò il concilio del 23 ottobre al 501 e quello del 6 novembre al 502. Successivamente furono introdotte altre soluzioni: nel 1939 Etienne Amann assegnò entrambi i concili al 501, nel 1958 Giovanni Battista Picotti ritenne invece che i due concili erano stati celebrati entrambi nel 502. Studi più recenti hanno invece invertito l'ordine dei concili proposto da Mommsen, per cui il concilio del 6 novembre sarebbe da assegnare al 501, mentre il concilio del 23 ottobre, chiamato sinodo palmare, al 502. Altri concili sono assegnati all'epoca di papa Simmaco, specialmente nel 503 e nel 504, entrambi comunemente ritenuti dei falsi.
Tigrido, episcopus ecclesiae Tauritanae, sottoscrisse gli atti del 23 ottobre al 56º posto tra Giocondo di Aosta e Vaticano ecclesiae Ceneliensis, sede di incerta identificazione. Nel concilio del 6 novembre, gli atti riportano due liste di vescovi: nella lista delle presenze, dove i vescovi sono indicati senza la loro sede di appartenenza, Tigrido figura in 15º posizione; mentre nelle sottoscrizioni si trova all'8º posto tra Giocondo di Aosta e Vitale di Fondi.